# Under Bagdads måne
Under Bagdads måne, amerikansk musikalfilm från 1955 regisserad av Vincente Minnelli, baserad på en teaterpjäs från 1911. Filmen hade svensk premiär den 12 november 1956. 

## Handling
En enkel poet i Bagdad lyckas lura till sig en påse pengar från en rik man. En kort tid kan han leva i lyx, men snart fängslas han och döms till döden. Med sin vältalighet blir han istället hovtrollkarl. Den unge kalifen brukar ge sig ut förklädd och vid ett sådant tillfälle har han träffat poetens dotter Marsinah och förälskat sig i henne.

## Om filmen
Filmen bygger på pjäsen Kismet, en treaktare skriven 1911 av Edward Knoblauch, som senare bytte namn till Edward Knoblock. Titeln betyder "öde" på turkiska och urdu. Pjäsen spelades först i London i två år och hade sedan premiär i USA. Senare sattes den upp igen, bland annat 1953 som populär musikal.
Detta var fjärde gången som pjäsen spelades in som film. Tidigare filmer gjordes 1920, 1930 och 1944. Den senare filmen hade titeln Kalifen i Bagdad.

## Medverkande
- Howard Keel - Poeten
- Ann Blyth - Marsinah
- Vic Damone - kalifen
- Sebastian Cabot - vesiren
- Dolores Gray - Lalume, vesirens hustru